# Elizabeth Field
Elizabeth Field (* 4. Dezember 1990 in Santa Rosa, Kalifornien) ist eine US-amerikanische Volleyballspielerin. Sie spielt auf der Position Mittelblock.

## Erfolge Verein
Finnischer Pokal:
- 2020